# Meeresschutz
Der Begriff Meeresschutz umfasst Maßnahmen, die dem Schutz und der Wiederherstellung mariner Lebensräume in Bezug auf ihre Funktionen im Naturhaushalt dienen. Somit ist der Meeresschutz ein Teilgebiet des Naturschutzes.
Der anthropogene Einfluss auf die Meere bzw. Ozeane ist vielfältig und reicht von der direkten Verschmutzung mit Schadstoffen und Müll bis zur komplexen Erwärmung der Meere als Effekt der globalen Erwärmung. Dabei wirken sich alle Einflüsse in vielfältigen Wechselwirkungen der Weltmeere auf ihre gesamten Ökosysteme aus. Zu diesen gehören neben Pflanzen und Tieren auch ozeanographische Faktoren wie Meeresströmung, Wassertemperatur, Dichte sowie klimatische.
Über 40 Prozent der Weltbevölkerung lebt aktuell nicht weiter als 100 Kilometer von einer Küste entfernt – für sie wird z. B. Küstenerosion zu einem immer bedrohlicheren Thema. Für viele Menschen ist das Meer als Fischgrund oder sonstige Nahrungsquelle der wichtigste Protein-Lieferant. Während zu Beginn des 20. Jahrhunderts noch von „unendlichen Ressourcen“ des Meeres gesprochen wurde, ist heute klar, dass menschliches Handeln die Funktion der Meere nachhaltig verändert. Seit Anfang der 1970er Jahre setzen sich verschiedene Nichtregierungsorganisationen für den Meeresschutz ein, mittlerweile wurden verschiedene entsprechende internationale Abkommen geschlossen.

## Schutzgut und Funktion

Diagramm des Kohlenstoffkreislaufes. Die schwarzen Zahlen zeigen, wie viele Milliarden Tonnen Kohlenstoff in den verschiedenen Speichern vorhanden sind. Die violetten Zahlen zeigen an, wie viel Kohlenstoff zwischen den einzelnen Speichern pro Jahr ausgetauscht wird.

Marine Lebensräume sind die Ökosysteme der Meere und Ozeane sowie deren Küsten. Sie erfüllen eine wesentliche Funktion in den globalen Stoffkreisläufen, wie dem Kohlenstoffkreislauf, dem Stickstoffkreislauf und der Carbonatpumpe. Auch der globale Klimahaushalt wird wesentlich durch die Wassermassen der Weltmeere und Ozeane bestimmt. Als natürliche Ressource liefert das Meer tierisches Eiweiß (Meerestiere) für mehr als eine Milliarde Menschen auf der Erde und ist somit die größte Nahrungsquelle weltweit. Außerdem ist die biologische Diversität mariner Ökosysteme besonders hoch. Schließlich haben Ozeane und Meere für viele Menschen einen intrinsischen Wert („Wert an sich“). Daher sollen durch Maßnahmen des Meeresschutzes die biotischen und abiotischen Bestandteile mariner Lebensräume im Naturhaushalt sowie deren Wechselwirkungen geschützt werden.

### Gefährdete Lebensräume
Die Meere lassen sich durch den fließenden Übergang schwerer als terrestrische Systeme in verschiedene Gebiete gliedern. Dennoch hängt von der Gliederungsebene auch häufig der Schutzgedanke ab (Ressourcenschutz, Biodiversitätsschutz, Küstenschutz etc.).
Besonders bedrohte Lebensräume sind:
- Korallenriffe: Korallenriffe sind vor allem durch das Phänomen der Korallenbleiche gefährdet. Korallenriffe sind aus ökologischer Sicht wegen ihrer hohen biologischen Vielfalt besonders wertvoll. Durch die Abhängigkeit der Korallen von wärmerem Wasser findet man Korallenriffe in relativer Nähe des Äquators. Hier kann es zu Verschiebungen kommen, bedingt durch das Einwirken großer Meeresströmungen (z. B. Humboldtstrom von Südamerika).
- marine Mangrovenwälder: Mangroven-Wälder sind in vielen Teilen der Welt vor allem durch die Anlage und Ausweitung von intensiv bewirtschafteten Garnelenzuchten („shrimp farms“) gefährdet.[2] Häufig sind die Teiche nach drei bis zehn Jahren schwer mit Chemikalien verseucht und müssen nach nur wenigen Jahren wieder aufgegeben werden. Eine Wiederaufforstung mit Mangroven ist danach fast immer unmöglich. Weitere Gefährdungsursachen sind Verschmutzung durch Öl (Panama, Persischer Golf), aber auch Trockenlegung von Mangrovengebiet im Zuge des Siedlungsausbaus im Küstenbereich. Die Erträge der Küstenfischerei gingen überall drastisch zurück, wo die Mangrovenwälder großflächig abgeholzt wurden, da sie auch als „Kinderstube“ für verschiedene Fischarten gelten. Anstrengungen zur Wiederaufforstung von Mangroven werden z. B. in Vietnam, Thailand, Indien, Sri Lanka[3] und auf den Philippinen unternommen. Trotz dieser Bemühungen hält die Zerstörung von Mangrovengebieten an; der Verlust der letzten 20 Jahre beläuft sich auf 25 % der im Jahre 1980 vorhandenen Fläche.[4]

## Gefährdungen mariner Systeme
Der folgende Überblick gibt einige Faktoren an, die die Meere gefährden. Details werden in den entsprechenden Fachartikeln dargestellt.

### Eutrophierung

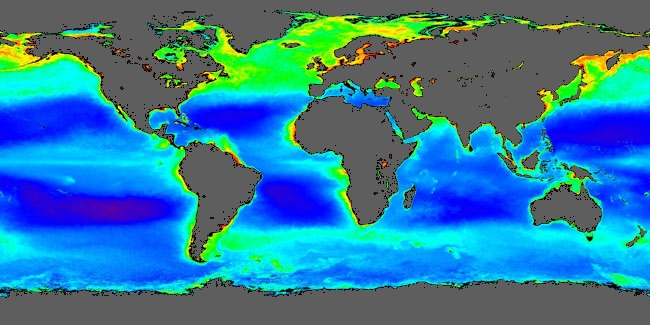
Plankton-Verteilung in den Weltmeeren (gemittelte Daten aus Aufzeichnungen von 1998 bis 2004)

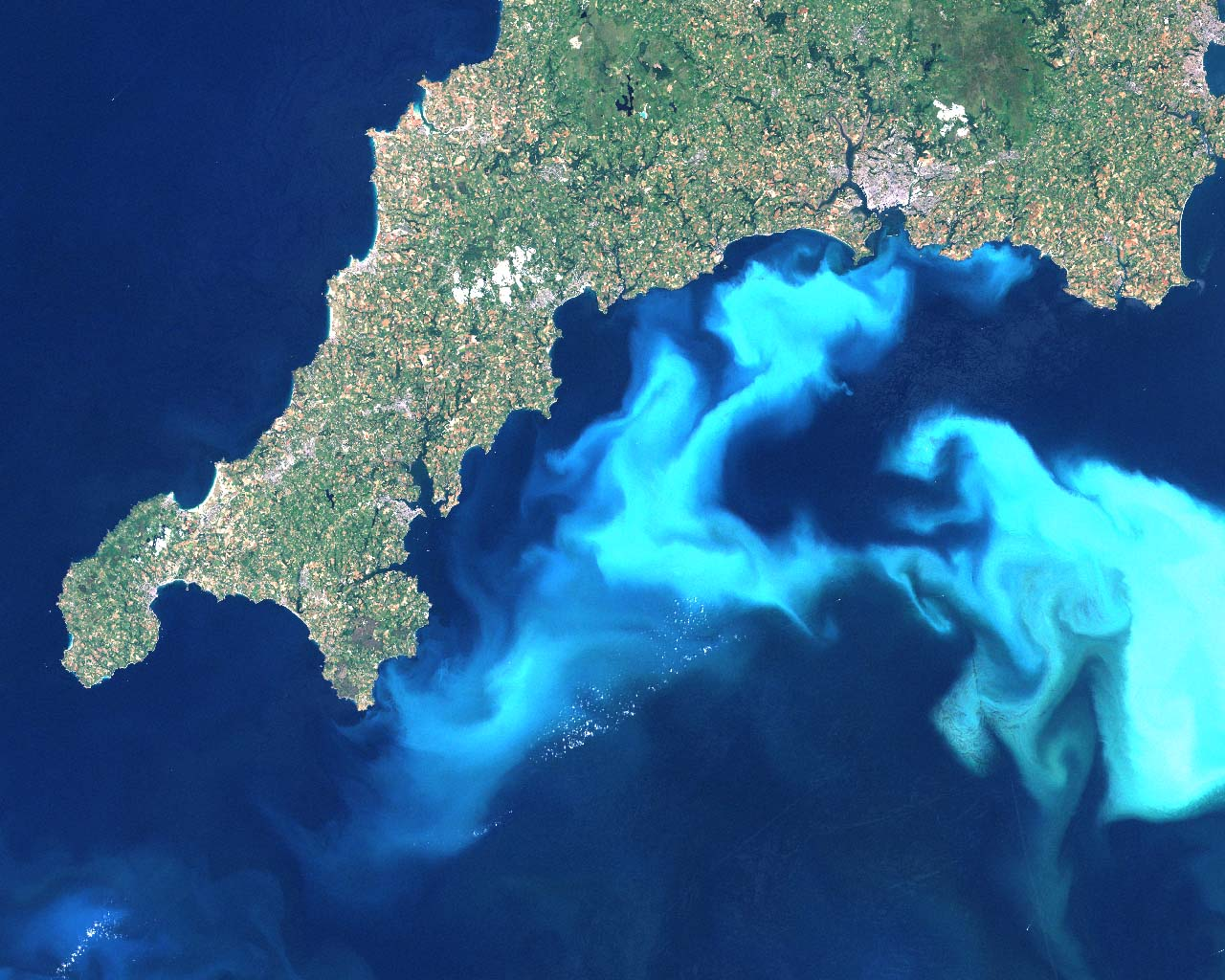
Algenblüte vor Cornwall, 1999. Im Gegensatz zur hier beteiligten Kalkalge Emiliania huxleyi sind andere Algen von der Versauerung bedroht, unter anderem Gephyrocapsa oceanica, die von großer Bedeutung für das Ökosystem Ozean ist.

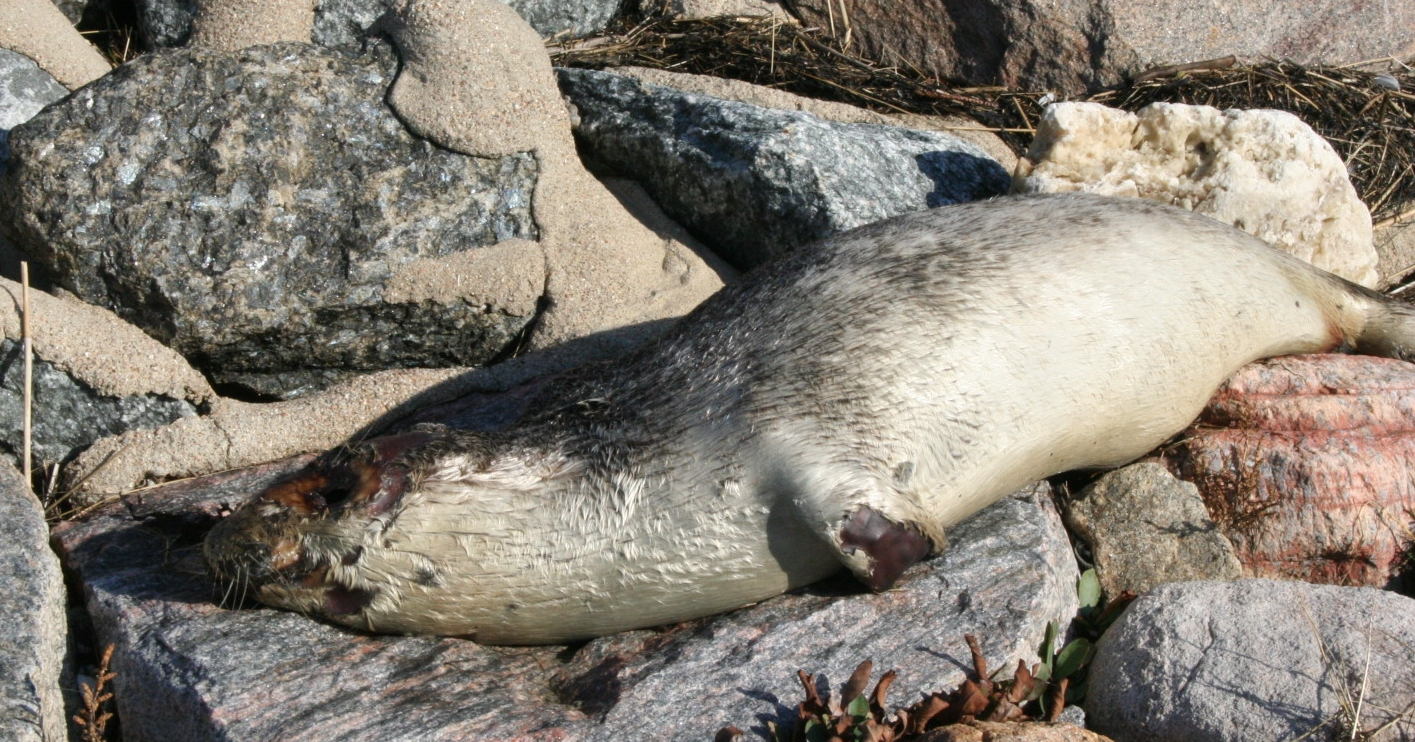
Toter Seehund auf Hallig Langeneß/Schleswig-Holstein. Wegen der hohen Konzentration an Schwermetallen im Fett der Tiere müssen die Tierkörper als Sondermüll entsorgt werden.

Während Stickstoff und Phosphor auf die Biomassebildung in Gewässern limitierend wirken, wird durch die Steigerung der Trophie dieser Faktor verschoben. Damit wird das Potential, also die „Fruchtbarkeit“ durch menschliche Einflüsse heraufgesetzt. Meist führt dies zum vermehrten Wachstum von Kieselalgen, jedoch nicht zur Erhöhung der Biomassebildung insgesamt. Phytoplankton nimmt in der Regel zu und das Artenspektrum verschiebt sich. Für den Menschen schädlich sind die Giftalgenblüten, die auch auf die Euthropierung von Seegebieten zurückgeführt werden. Euthropierung wird meist durch die in der Landwirtschaft eingesetzten Düngemittel verursacht und wirkt durch das vermehrte Algenwachstum negativ auf große Teile des marinen Ökosystems.

### Fischerei

#### Beifang

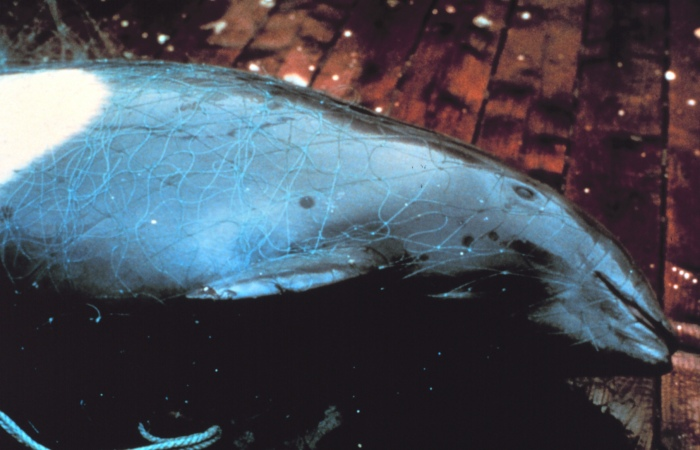
Beifang: In einem Fischernetz gefangener Weißflankenschweinswal

Als Beifang werden die gefangenen Meerestiere bezeichnet, die keine Nutzfische sind, aber dennoch mitgefangen werden. Diese Meerestiere sind in der Regel so stark beschädigt, dass sie nicht überleben und häufig wieder zurück ins Meer geworfen werden. Nach Schätzungen werden jährlich 22 Prozent der in der Nordsee gefangenen Fische und Wirbellosen nicht angelandet, sondern als Abfall wieder über Bord geworfen. Da rund vier Prozent der gesamten Fisch-Biomasse der Nordsee Fisch- und sonstige tierische Abfälle sind, verändern diese auch das Gefüge des Nahrungsnetzes in der Nordsee erheblich.
Bei der Technik der Langleinenfischerei kommen Meeresvögel in großer Zahl um. Die nahe der Wasseroberfläche während des Setzens der Leinen ausgebrachten Köder ziehen Seevögel auf der Suche nach Nahrung an. Sie verhaken sich und werden beim Absinken der Leinen ertränkt. Nach Schätzungen von BirdLife International muss man auf 2.500 Haken einen toten Albatros rechnen.

#### Grundschleppnetzfischerei

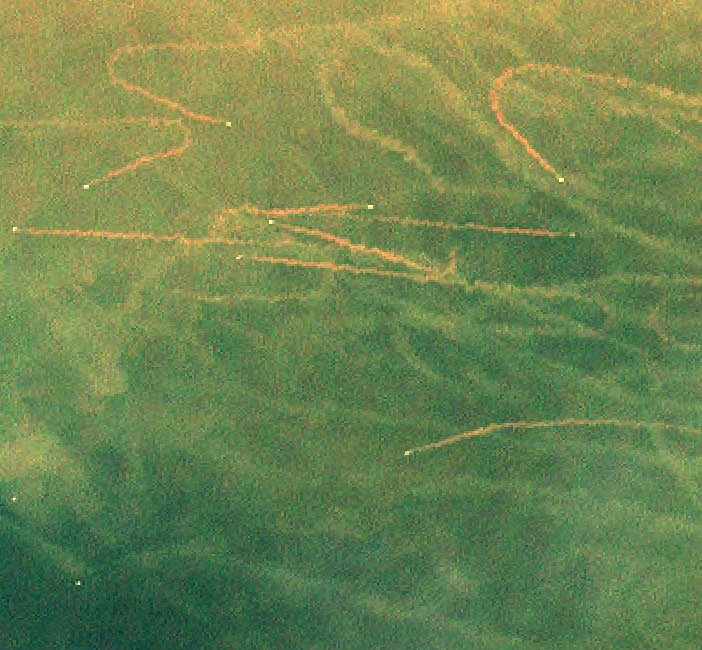
Satellitenaufnahme der von Trawlern aufgewirbelten Schlammwolken beim Schleppnetzfischen vor der Küste Louisianas

Bei der Grundschleppnetzfischerei werden der Meeresgrund und die darauf lebenden Wesen zerstört, darunter Riffe aus Kaltwasserkorallen, die an den Kontinentalrändern in Tiefen von mehr als 200 m in sonst artenarmen Regionen wichtige Habitate bilden und „Kinderstube“ für wichtige Fischarten sind. Laut Studien setzt Grundschleppnetzfischerei so viel CO2 frei wie der gesamte Flugverkehr vor der COVID-19-Pandemie.

#### Überfischung
Die übermäßige Dezimierung des Fischbestandes in einem Gewässer durch Fischfang wird als Überfischung bezeichnet. Durch Instrumente des Fischereimanagements versuchen die Behörden, den maximal nachhaltigen Ertrag (Fangquote, engl. maximal sustainable yield, MSY) zu ermitteln. Der 1997 gegründete Marine Stewardship Council (MSC) verleiht ein Siegel für Produkte von nachhaltig arbeitenden Fischereibetrieben.
Illegale Fischerei, „Illegal, unreported and unregulated“ kurz IUU, ist die illegale, undokumentierte und unregulierte Fischerei in allen Meeren. Teilweise wird sie umgangssprachlich auch als „Piratenfischerei“ bezeichnet. Sie trägt zu einem großen, aber schwer zu beziffernden Teil zur Überfischung der Weltmeere bei. Nach Schätzungen des World Conservation Monitoring Centers der UNEP macht sie 30 Prozent des weltweiten Fangs an Meerestieren aus (Stand 2014). Die Größenordnung der Anlandungen aus dieser Praxis liegt zwischen 11 und 26 Millionen Tonnen Fisch. Das WCMC sieht in dieser Praxis den wichtigsten Grund, weshalb die Internationale Gemeinschaft kein Management und keinen Schutz von Fischbeständen auf der Hohen See erreicht. Die Trawler operieren außerhalb existierender regionaler Management-Vereinbarungen. Die illegal operierenden Fischer beachten weder Fangquoten noch Restriktionen bei der Fangtechnik oder Schutzgebiete. Illegale Fischerei findet auch in den Hoheitsgewässern vieler Staaten statt, die nicht in der Lage sind, eine wirksame Fischereiaufsicht einzurichten. Das britische Ministerium für internationale Entwicklung (DFID) schätzt, dass der Küstenstaat Guinea jährlich 100 Millionen Dollar durch die in seinen Gewässern wildernden illegalen Fischtrawler verliert. Lokale Fischer verlieren ihre Lebensgrundlage, was negative Auswirkungen auf die Sozialstruktur ganzer Regionen hat.

### Rohstoffgewinnung und Offshore-Energieerzeugung
Durch den Abbau von Sand und Kies sowie durch die Förderung von Erdöl und Erdgas werden marine Ökosysteme am Benthos gestört. Ölplattformen auf offener See gefährden marine Ökosysteme durch betriebsbedingte Lecks in den Förderanlagen. Die einzige deutsche Ölplattform ist die von der RWE Dea und Wintershall Holding betriebene Mittelplate am südlichen Rand des Nationalparks Schleswig-Holsteinisches Wattenmeer vor Büsum. Die Betriebsgenehmigung erfolgte wenige Tage vor der Verabschiedung des Nationalparkgesetzes. Die Landanbindung erfolgt mit Pipelines, die im Wattboden vergraben wurden.
1995 betrieb Greenpeace eine Öffentlichkeitskampagne, die sich gegen Entsorgung von Industrieschrott im Meer richtete. Sie prangerten die geplante Versenkung eines schwimmenden Öltanks an, der Shell gehörte; eine Aktivistengruppe besetzte ihn. 1998 beschlossen die 15 Teilnehmerstaaten der OSPAR-Konferenz ein Versenkungsverbot für Ölplattformen im Nordatlantik. Seitdem werden diese zur Verschrottung bzw. zum Rückbau in eine Werft geschleppt und dort zerlegt.
Zu den regenerativen Energiequellen gehört auch die Nutzung des stark und relativ konstant wehenden Seewindes auf offener See. Offshore-Windparks verändern durch ihre Fundamente und die Seekabel den Benthos. Das Maß der Belastung für ziehende Vögel und Seevögel, die in den Gebieten überwintern, ist derzeit noch umstritten. Für die Genehmigung solcher Anlagen in der deutschen ausschließlichen Wirtschaftszone (AWZ) müssen die zukünftigen Betreiber dem Bundesamt für Seeschifffahrt und Hydrographie (BSH) ein ausführliches Umweltverträglichkeitsgutachten vorlegen.
Im Dezember 2004 lehnte das BSH erstmals zwei geplante Offshore-Windparks in der Ostsee vor Rügen ab. Nicht genehmigt wurden die Parks Adlergrund sowie Pommersche Bucht. Begründet wurde die Entscheidung mit den möglichen ökologischen Auswirkungen. Im August 2009 ging der erste Offshore-Windpark in der deutschen AWZ alpha ventus in den Probebetrieb. Er befindet sich 43–45 Kilometer nordwestlich von Borkum. Im September 2009 trat die Bundesregierung (Kabinett Merkel I) kurz vor der Bundestagswahl 2013 mit einem Plan an die Öffentlichkeit, wonach 40 Offshore-Windparks in der deutschen AWZ der Nordsee und Ostsee entstehen sollen. Die 2500 Windräder sollten demnach eine Gesamtleistung von 12 GW erbringen.
Im Oktober 2009 gab das BSH bekannt, drei weitere Windparks in der Nordsee genehmigt zu haben: „Delta Nordsee 2“ (Antragsteller Offshore-Windpark Delta Nordsee GmbH), „MEG Offshore I“ (Antragsteller North Sea Offshore MEG I GmbH) und „Veja Mate“ (Antragsteller Cuxhaven Steel Construction GmbH). Die Windparks „Delta Nordsee 2“ (32 Windenergieanlagen) und „MEG Offshore I“ (80 WEA) sind etwa 40 km nördlich der ostfriesischen Inseln in einem Eignungsgebiet für Windenergieanlagen geplant. Der Windpark „Veja Mate“ (80 WEA) soll etwa 90 km nördlich von Borkum und circa 129 km westlich von Helgoland errichtet werden. Die Windparks liegen außerhalb des Hauptkonzentrationsgebiets der Artengruppe Seetaucher. Mit diesen Vorhaben hat das BSH insgesamt 28 Windpark-Projekte in der deutschen AWZ (25 Nordsee, 3 Ostsee) genehmigt.

### Klimawandel
Die Folgen der anthropogen verursachten Klimaerwärmung wirken sich stark auf die Meere und Ozeane aus. Eine wesentliche Rolle spielt das Schmelzen großer Eismassen in polaren Gebieten. Im Binnenmeer Ostsee konnte seit 1985 eine Erwärmung der Durchschnittstemperatur um 1,4 °C in der Periode von Juli bis September nachgewiesen werden.

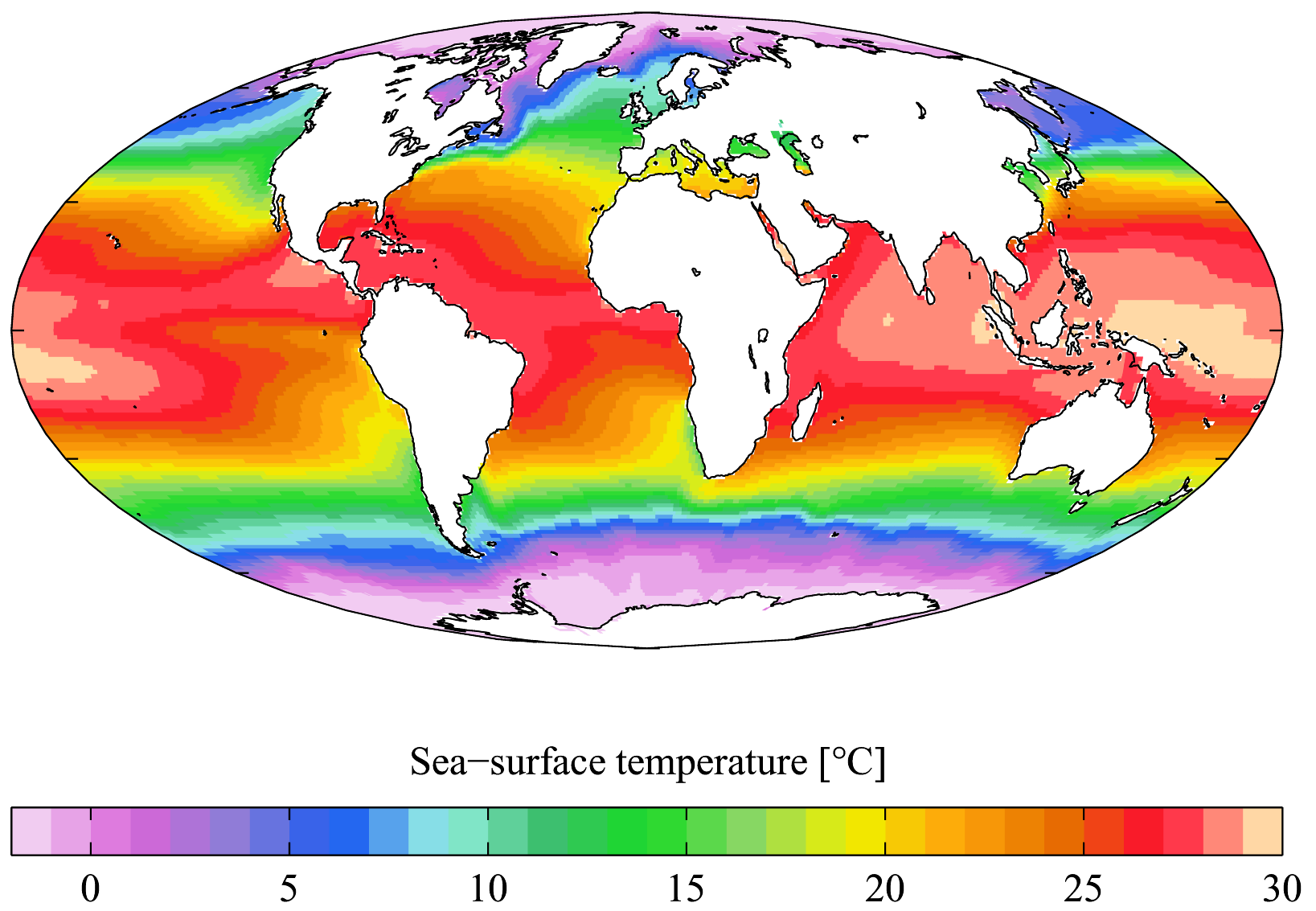
Jahresmittel der Meeresoberflächentemperatur (SST) für das Jahr 2005

Die thermische Ausdehnung des Wassers leistet einen nicht geringen Beitrag zum derzeitigen Anstieg des Meeresspiegels. Dieser Meeresspiegelanstieg hat jedoch in erster Linie Auswirkungen auf die Küstenregionen der Kontinente und insbesondere auf die dort lebenden Menschen. Für das Ökosystem Ozean weitaus gravierender sind die zahlreichen weiteren mit einer erhöhten Wassertemperatur einhergehenden Effekte. Im globalen Mittel haben sich die Ozeane seit 1955 um 0,04 °C erwärmt. Diese geringe Erwärmung liegt darin begründet, dass bislang nur einige hundert Meter der obersten Wasserschichten wärmer geworden sind. Betrachtet man lediglich die Oberflächentemperaturen, fällt die Erwärmung mit 0,6 °C bereits sehr viel deutlicher aus. Sie ist dennoch geringer als die Erhöhung der Oberflächentemperaturen an Land, da Landflächen sich allgemein schneller erwärmen. Zwischen 1993 und 2005 wird die gesamte Erwärmungsrate der obersten 750 m Meerestiefe mit 0,33 ± 0,23 W/m² berechnet.
Die Erwärmung der Meere hat Folgen für ihre Bewohner wie Fische und Meeressäuger: Sie wandern polwärts, worin sie den Landtieren ähneln. Die Populationen des Kabeljaus in der Nordsee etwa schrumpfen stärker, als es allein mit Überfischung erklärt werden kann; sie wandern infolge der steigenden Temperaturen bereits nordwärts. Nördlich gelegene Regionen profitieren von dieser Entwicklung: Für das Nordmeer ist davon auszugehen, dass sich der Fischfang insgesamt verbessern und die Zusammensetzung des Fangs ändern wird, solange die Erwärmung sich auf 2–4 °C beschränkt. Für darüber hinausgehende Steigerungsraten und ihre Folgen können keine Prognosen abgegeben werden, da die Unsicherheiten zu groß sind.
Besonders negativ betroffen sind wiederum die Korallenriffe. Die Erwärmung des Meerwassers ruft bei ihnen die so genannte Korallenbleiche hervor, die zwar reversibel ist, bei länger anhaltender Belastung aber zum Tod der Korallen führt. Seit den 1950er Jahren sind bereits (auch durch problematische Fischfangmethoden wie Schleppnetze und ähnliches) 20 % aller Korallenriffe zerstört worden. Weitere 24 % stehen kurz vor dem Kollaps, 26 % sind gefährdet. Tropische Korallen haben nur geringe Toleranzen gegenüber steigenden Temperaturen; sie beginnen bereits bei 1–2 °C über dem sommerlichen Temperaturmaximum auszubleichen. Es wird angezweifelt, dass sich die Korallen schnell genug an den Anstieg der Meerestemperaturen anpassen können, wenngleich dies nicht ausgeschlossen werden kann.
Durch den realen und zu erwartenden Meeresspiegelanstieg werden Küstenzonen verlagert und in besiedeltem Gebiet werden häufigere Sturmfluten befürchtet. Flache Inselgruppen im Pazifischen Ozean, wie etwa die Inselgruppe Tuvalu mit dem höchsten Punkt von 5 Metern über der derzeitigen Meereshöhe, werden in mittelfristigen Zeiträumen (50 bis 200 Jahre) überschwemmt werden.

#### Versauerung

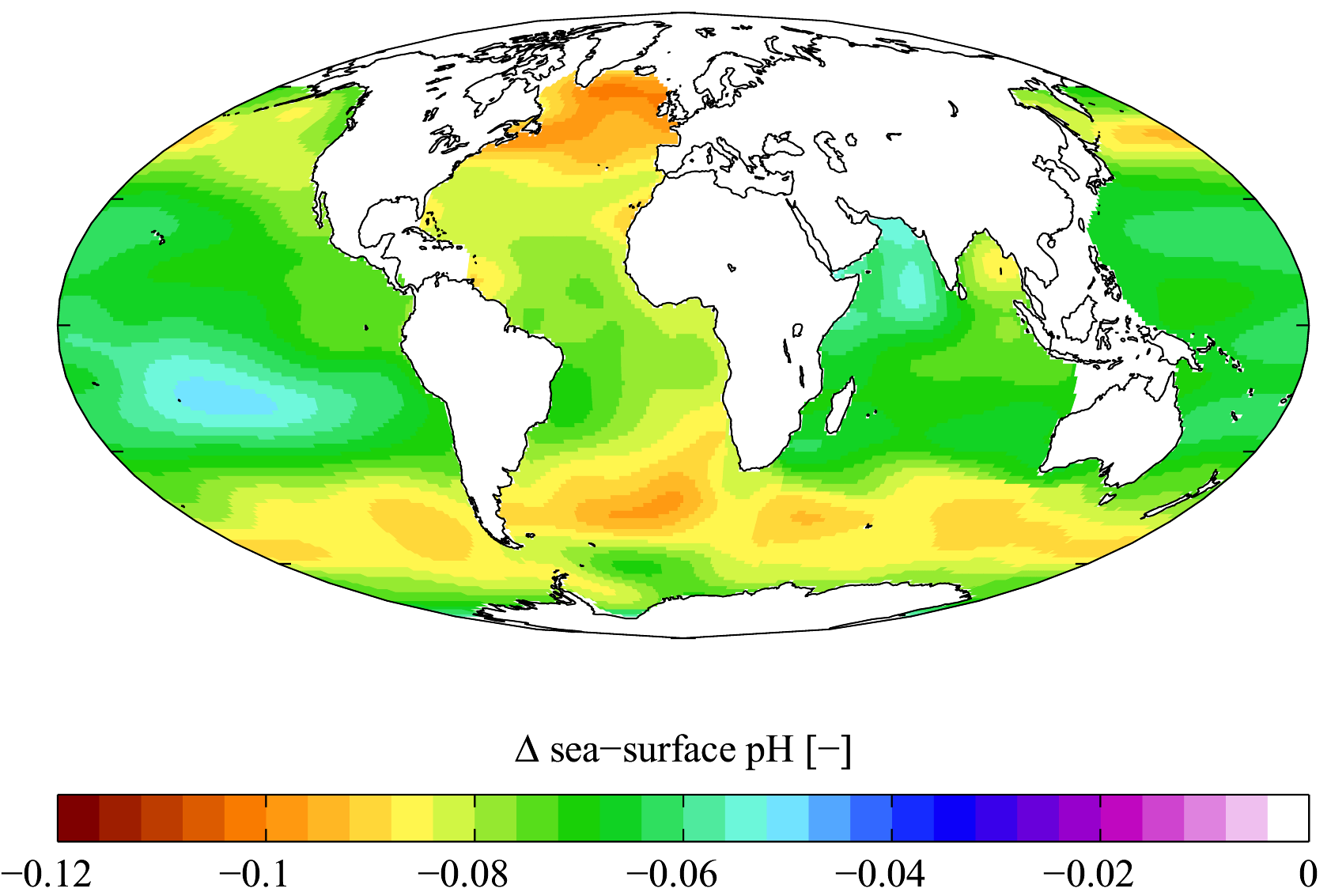
Geschätzte Verringerung des pH-Werts an der Meeresoberfläche durch anthropogenes Kohlenstoffdioxid in der Atmosphäre zwischen etwa 1700 und den 1990er Jahren

Das den Klimawandel beschleunigende Kohlenstoffdioxid (CO2) wirkt auch unmittelbar auf marine Systeme und führt zu einer Versauerung der Meere, also zur Abnahme des pH-Werts. Inzwischen haben die Ozeane die Hälfte der anthropogen verursachten CO2-Emissionen seit 1800 aufgenommen.
Verursacht wird sie durch die Aufnahme von Kohlenstoffdioxid aus der Erdatmosphäre. Der Vorgang zählt neben der globalen Erwärmung zu den Hauptfolgen der menschlichen Emissionen des Treibhausgases Kohlenstoffdioxid. Bei unverändertem Anstieg des Kohlenstoffausstoßes wird der pH-Wert der Meere bis 2100 um 0,4 Einheiten absinken, ermittelten Wissenschaftler des IFM-GEOMAR. Im Meerwasser wirkt das Kohlenstoffdioxid ausschließlich chemisch.
Kohlenstoffdioxid aus der Luft kann sich im Meerwasser lösen und liegt dann größtenteils in Form verschiedener anorganischer Verbindungen vor. Anorganischer Kohlenstoff findet sich im Ozean zu etwa 91 Prozent in Hydrogencarbonat-Ionen (HCO3−). Im Wasser gelöstes Kohlenstoffdioxid steht über die folgenden Reaktionsgleichungen mit Hydrogencarbonat (sowie Carbonat und Oxonium-Ionen) im Gleichgewicht:
{\displaystyle \mathrm {CO_{2}+2\ H_{2}O\ \rightleftharpoons \ H_{3}O^{+}+HCO_{3}^{-}} }
{\displaystyle \mathrm {HCO_{3}^{-}+H_{2}O\ \rightleftharpoons \ CO_{3}^{2-}+H_{3}O^{+}} }
Die in diesem Prozess entstehenden Oxonium-Ionen (H3O+) bewirken den sinkenden pH-Wert.
Die Lösung von Kohlendioxid hat schwerwiegende Folgen unter anderem für Tiere mit einem Schutzmantel aus Calciumcarbonat: Korallen produzieren mit Aragonit die neben Calcit am häufigsten vorkommende Kalkform im Meer. Aragonit ist eine besonders leicht durch Kohlensäure lösbare Form von Kalk, was das Risiko für die Korallen durch saurer werdende Ozeane erhöht. Durch einen saureren Lebensraum konnten negative Auswirkungen auch auf Seeigel (verringertes Wachstum) und auf Miesmuscheln nachgewiesen werden.
Auch im planktischen Bereich, besonders bei Kalkalgen, wirkt sich der pH-Abfall negativ aus.
Die Versauerung führt auch zu einer Verringerung des Sauerstoffgehaltes des Meeres. Wissenschaftler des Potsdam-Instituts für Klimafolgenforschung ermittelten, dass der Sauerstoffgehalt in den Arktischen Meeren in einer Tiefe von 200 bis 800 m deutlich verringern wird. Ihre Simulation geht von einer Entwicklung der Kohlenstoffdioxid Emission vom Stand des Jahres 2009 für 100 Jahre aus.

### Schadstoffe
Schadstoffe gelangen in marine Systeme
- durch Abwässer (Industrie, Haushalte, Landwirtschaft),
- aus Schiffslacken,
- bei der unsachgemäßen Abwrackung von Schiffen in Abwrackwerften oder auf flachen Stränden (z. B. in Indien, Pakistan, Bangladesch und China)
- und durch Verklappung von Abfällen und Altlasten. Die Stoffe können in folgende Schadstoffgruppen eingeteilt werden (Einteilung 1992 vorgeschlagen von R. B. Clark[21]):
- Metalle: Im Zentrum der Diskussion stehen die Schwermetalle Cadmium, Quecksilber, Blei, Zink, Nickel und Kupfer. Speziell das hochgiftige Tributylzinnhydrid (TBT) wurde lange Zeit in großen Mengen in Schiffsanstrichen eingesetzt, um eine Besiedelung durch Seepocken und Muscheln zu verhindern. TBT wirkt krebserregend, erbgutverändernd und stört den Hormonhaushalt von Lebewesen.
- Radioaktivität: Meere und Ozeane werden durch radioaktiv kontaminierte Abwässer und versenkte Abfallstoffe belastet. In Europa kommen 90 Prozent dieser Einleitungen aus zwei Wiederaufarbeitungsanlagen: La Hague und Sellafield. Von dort aus verteilt sich der flüssige Atommüll im Nordostatlantik und in der Nordsee und erreicht auch die Deutsche Bucht. Laut Angaben von Greenpeace (2011) pumpt die staatliche Betreiberfirma der Wiederaufarbeitungsanlage von Sellafield, British Nuclear Fuels, jeden Tag rund acht Millionen Liter radioaktive Abwässer in die Irische See, also knapp 3 Milliarden Liter im Jahr. Aus der Anlage in La Hague gelangen demnach jährlich rund 500 Millionen Liter in den Ärmelkanal.[22] Laut Nuclear Energy Agency (NEA) und der Internationalen Atomenergiebehörde (IAEO) haben 9 Staaten an 15 Stellen im Nordostatlantik bis 1982 insgesamt 114.726 Tonnen Atommüll in 222.732 Fässern versenkt.[23] (Altlasten in den Meeren)
- Kohlenwasserstoffe: Halogenierte Kohlenwasserstoffe schädigen die Fruchtbarkeit vieler Meeresbewohner. Ihre genaue Wirkung ist noch nicht hinreichend erforscht. Chlorierte Kohlenwasserstoffe (CKW) werden von Organismen praktisch nicht abgebaut. Deshalb findet eine extreme Anreicherung in der Nahrungskette statt.
- Persistente Stoffe
- Munition: allein für die deutsche Nord- und Ostsee werden 1.600.000 Tonnen alte Munition angenommen, eingebracht während der Seekriegshandlungen, bei Übungstätigkeiten der Marinen und zum Zwecke der Entsorgung.[24]
- Feste Abfallstoffe: Die ‚Joint Group of Experts on Scientific Aspects of Marine Environmental Protection‘ (GESAMP) stellte fest, dass 80 Prozent des Mülls im Meer vom Festland und 20 Prozent von Standorten im Meer (etwa von Schiffen) kommt. Im Pazifik schwimmt ein „Müllteppich“ auf einer Fläche, die vergleichbar ist mit der Fläche der Länder Deutschland, Österreich, Tschechien, Polen, Luxemburg, Ungarn und Schweiz zusammengenommen.[25] Der Hauptanteil des Mülls besteht aus Kunststoffen. Seevögel (zum Beispiel Albatrosse) halten den Müll für Beute und fressen ihn.[26] Ähnlich verhält es sich bei Meeressäugern. Die IUCN schätzt, dass jährlich eine Million Seevögel, 100.000 Meeressäuger und eine nicht zu beziffernde Zahl von Fischen an Plastikmüll verenden.[27]
- Erdöl: Ölverschmutzung bis hin zur Ölpest ist eine immer wieder auftretende Gefahr für Ökosysteme im und am Meer. Nach der Havarie von Öltankern (siehe z. B. Exxon Valdez) kommt es manchmal zu großen Ölpest-Ereignissen.

Um Wahrscheinlichkeit und Ausmaß ähnlicher Unglücke zu verringern, wurde in den USA 1990 im Oil Pollution Act festgelegt, dass nur noch Öltanker mit Doppelhülle in US-Häfen anlegen dürfen. Seit dem Frühjahr 2001 dürfen gemäß einem Beschluss der Internationalen Seeschifffahrts-Organisation (IMO) keine Tanker mit einfacher Hülle mehr gebaut werden. Ab 2015 sollen diese generell nicht mehr eingesetzt werden.
Die Verklappung von Schweröl trägt zur schleichenden Ölverschmutzung der Meere bei. Dabei lassen die Schiffe Treibstoffrückstände aus Kostengründen im Meer ab, statt sie im Hafen ordnungsgemäß entsorgen zu lassen. Bis in die 1990er Jahre war es kaum möglich, den Schiffen die Meeresverschmutzung nachzuweisen. Das Bundesamt für Seeschifffahrt und Hydrographie, BSH vergleicht gaschromatographisch den „Fingerabdruck“ von Ölproben aus dem Meer mit solchen von verdächtigen Schiffen und kann so „Umweltsünder“ überführen und Bußgelder gegen sie verhängen.

### Tourismus

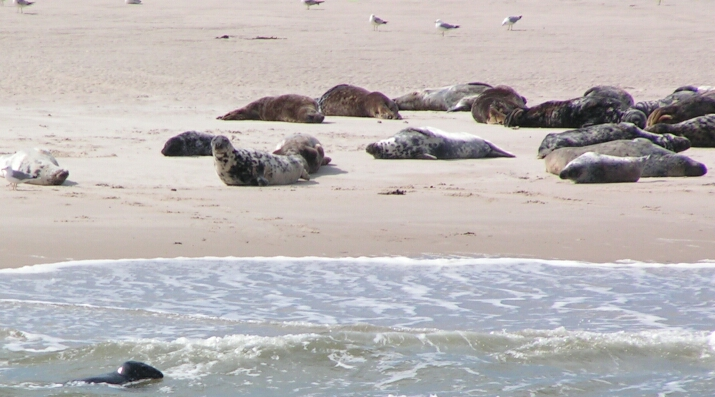
Kegelrobben vor Amrum im Schleswig-Holsteinischen Wattenmeer. Auf den Rastplätzen werden im Winterhalbjahr immer wieder Jungtiere von Touristen gestört.

Tourismus kann Küsten-Ökosysteme indirekt und direkt beeinträchtigen: durch Versiegelung wird ein Küsten-Lebensraum meist degradiert. In vielen Ländern entsorgen Hotels und touristische Anlagen ihre Abfälle direkt im Meer und leiten Abwässer ein. In vielen touristisch frequentierten Ländern sind die Umweltstandards niedrig und werden zudem häufig nicht eingehalten. Eine Landschaft, in der wenig menschlicher Einfluss erkennbar ist, gilt als „unberührt“ und hat im Allgemeinen Verständnis einen hohen Erholungswert. Hier wirken menschliche Einflüsse direkt, zum Beispiel durch Störung von Schildkröten, Meeressäugern, See- und Watvögeln (Limikolen). In vielen Gebieten liegen Strände, an denen Wind- und Kitesurfen betrieben werden, unmittelbar neben Vogelschutzgebieten, was zu Nutzungskonflikten führt.

## Instrumente des Meeresschutzes
Der Schutz mariner Systeme wird meist durch eine Kombination von Bildung der und Kommunikation mit den betroffenen Menschen, rechtlichen Regelungen, freiwilligen Selbstverpflichtungen und politischer Maßnahmen umgesetzt. Ein wesentliches Instrument im Schutz mariner Lebensräume sind Meeresschutzgebiete.
Zum Schutz von Küstenlebensräumen wird das auf der Kooperation von verschiedenen Akteuren beruhende, integrierte Küstenzonenmanagement angestrebt, durch das die wirtschaftlichen Eingriffe des Menschen in die Meeresumwelt reguliert und gegebenenfalls gesteuert werden können.

### Abkommen

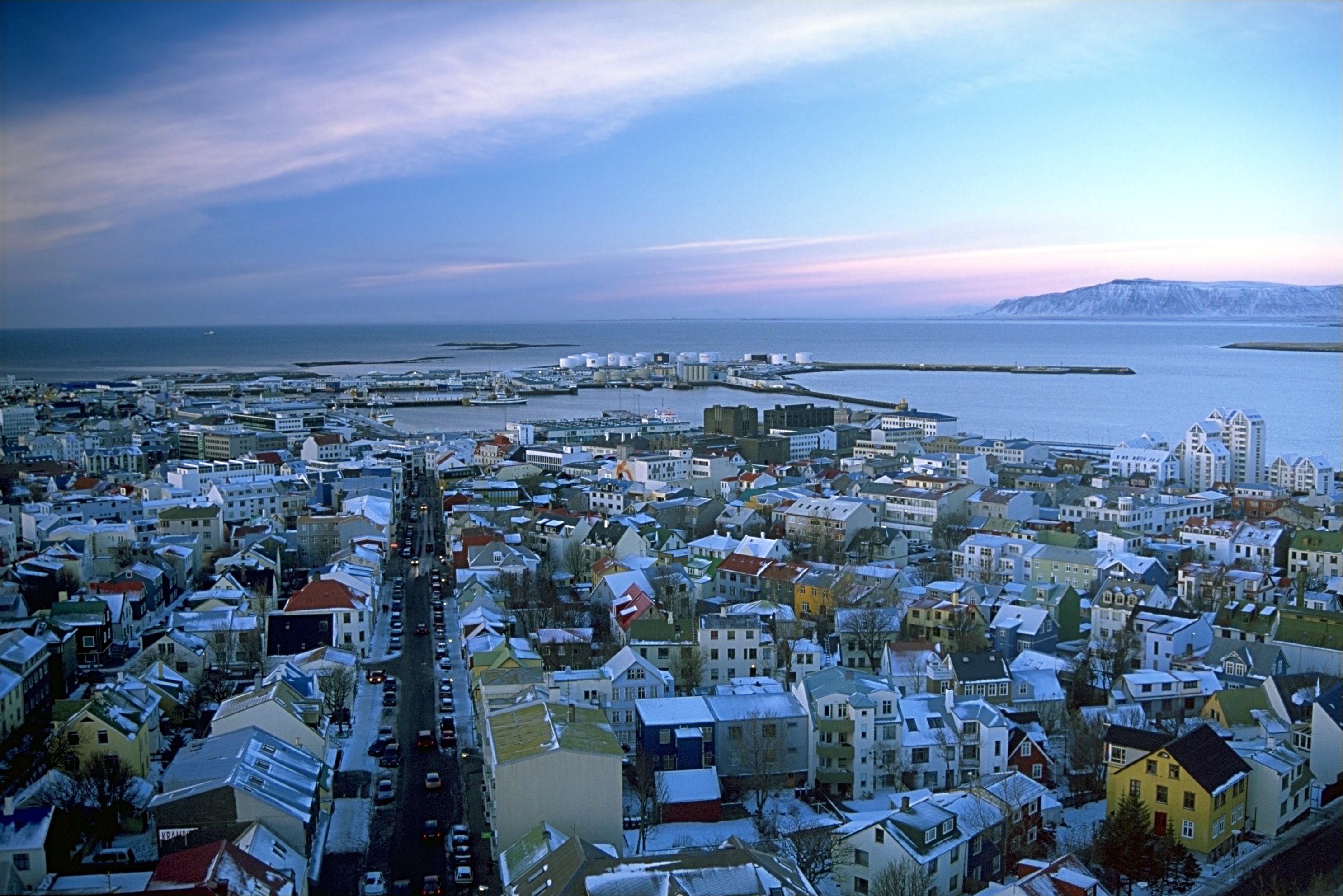
Reykjavík an der Küste Islands. Der Atlantik um Island ist durch das OSPAR-Abkommen geschützt.

Da Meere und Ozeane Länder und Kontinente verbinden, wurde schnell erkannt, dass Maßnahmen zu ihrem Schutz nur dann zielführend sind, wenn sich alle Anrainer gemeinsam um den Schutz des jeweiligen Meeres kümmern. Eine Reihe weiterer regionaler und überregionaler Vereinbarungen sind in der Liste internationaler Umweltabkommen verzeichnet.

#### Auswahl
- Die UN-Biodiversitätskonvention (engl. Convention on Biological Diversity, CBD) ist ein internationales Umwelt-Vertragswerk zur Erhaltung der weltweiten biologischen Vielfalt. Das auf der Konferenz der Vereinten Nationen zu Umwelt und Entwicklung (UNCED) 1992 in Rio de Janeiro ausgehandelte Abkommen verpflichtet die Vertragspartner, geeignete Maßnahmen zum Erhalt und Schutz ihrer biologischen Ressourcen an Land und im Meer zu unternehmen. Auf der 9. Vertragsstaatenkonferenz 2008 in Bonn wurden zu diesem Zweck weltweit vernetzte Meeresschutzgebiete gefordert.
- 2008 beschloss die EU die EU-Meeresstrategie-Rahmenrichtlinie, um die europäischen Meere bis 2020 in einen guten Umweltzustand zu versetzen oder diesen zu erhalten. 2011 wurde der Gesetzentwurf in den Mitgliedsstaaten rechtlich eingebettet. In Deutschland ist das Bundesamt für Naturschutz mit der Umsetzung betraut.
- HELCOM: Die Helsinki-Kommission (HELCOM) wurde als zwischenstaatliche Organisation von den Ostsee-Anrainern gegründet, um den natürlichen Zustand der Meeresumwelt der Ostsee zu verbessern. Mitglieder sind die mittlerweile neun Anrainerstaaten und die Europäische Gemeinschaft. Nach der Novellierung des Abkommens 1992 werden auch die angrenzenden inneren Gewässer sowie deren gesamtes Einzugsgebiet einbezogen. Deshalb unterzeichneten 1992 auch Norwegen, die Tschechische Republik und weitere Staaten das Abkommen.
- Internationales Übereinkommen zur Regelung des Walfangs: Dieses Abkommen regelt die weltweiten Fangquoten und damit auch den Schutz dieser Gattung von Meeressäugern. Ständiges Gremium ist die Internationale Walfangkommission IWC.
- MARPOL: Das Internationale Übereinkommen zur Verhütung der Meeresverschmutzung durch Schiffe wurde 1973 durch die Internationale Seeschifffahrts-Organisation (IMO) verabschiedet und 1978 ergänzt. Zunächst sollte damit die Seerechtliche Grundlage zur Verhinderung der Öl-Verschmutzung der Meere geschaffen werden. Heute ist MARPOL das wichtigste internationale Abkommen für Meeresumweltschutz in der kommerziellen Seefahrt. MARPOL soll grundsätzlich von dem Staat durchgesetzt werden, unter dessen Flagge das jeweilige Schiff fährt. Da sich aber die Ausflaggung von Handelsschiffen heute als gängige Praxis erweist und diese Schiffe zum Teil nie einen Hafen ihres Flaggenlandes anlaufen, dürfen Behörden des Hafenlandes ebenfalls die Einhaltung der Regelungen kontrollieren und durchsetzen.
- OSPAR: Vorläufer des Übereinkommens zum Schutz der Meeresumwelt des Nordost-Atlantiks traten mit der Oslo-Konvention OSCOM von 1972 und der Paris-Konvention PARCOM von 1974 in Kraft. Das Abkommen soll alle wesentlichen Eingriffe in die Meeresumwelt des Nordatlantiks regeln. Dazu gehört beispielsweise die Aufstellung von Windenergieanlagen oder Bohrinseln, sowie die Einleitung aller Substanzen, die in den Nordatlantik und die Nordsee gelangen.

##### 2023: UN-Vertrag zum Meeresschutz
Auf der Schlusssitzung einer mehrjährigen UN-Konferenz in New York wurde Anfang März 2023 nach fast 40-stündigen Verhandlungen und fünfzehn Jahren Vorlauf der Text für das Hochseeabkommen verabschiedet, den ersten internationalen völkerrechtlich bindenden Vertrag zur Anwendung der UN-Seerechtskonvention (UNCLOS) auf die „Biodiversität jenseits nationaler Gesetzgebung“ (Biodiversity beyond national legislation, BBNJ). Der Vertragstext wurde zunächst nicht veröffentlicht; er wird nun juristisch geprüft und in die sechs Amtssprachen der Vereinten Nationen übersetzt: [Hoch]Arabisch, Chinesisch (Mandarin in Kurzzeichen), Englisch, Französisch, Russisch, Spanisch. Die Hochsee galt bis dahin als weitgehend rechtsfreier Raum.
Die UN-Konvention ermöglicht die Ausweisung von Meeresschutzgebieten in internationalen Gewässern und ermöglicht international verbindlichen Schutz der biologischen Vielfalt auf Hoher See. Zudem sollen die Staaten dazu verpflichtet werden, ihre wirtschaftlichen Projekte, Expeditionen und andere Aktivitäten in den Weltmeeren auf ihre Umweltverträglichkeit zu prüfen. Die Umweltorganisation Greenpeace ordnete dies als einen „historischen Tag für den Naturschutz“ ein.
Das Abkommen leistet einen wichtigen Beitrag zur Umsetzung der bei der 15. Konferenz des Montréal-Artenschutzabkommens im Dezember 2022 getroffenen Vereinbarung, bis 2030 30 % der Erdoberfläche als Schutzgebiete auszuweisen; es tritt in Kraft, sobald es 60 Länder ratifiziert haben. Größter Streitpunkt war bis zuletzt die Aufteilung der Gewinne aus der Nutzung genetischer Ressourcen im Meer: Bislang sind rund 230.000 Tier- und Pflanzenarten im Meer bekannt; vermutlich existieren mehrere Millionen Arten und das Erbgut noch unbekannter Arten könnte z. B. Schlüsselelemente für die Entwicklung neuer Medikamente enthalten und damit sehr wertvoll sein.

### IUCN „Hope Spots“
Die International Union for Conservation of Nature and Natural Resources (IUCN) führte die Kategorie der „Hope Spots“ ein: Dies sind 76  Meeresgebiete (2016) mit besonderem Schutzbedarf, aber ohne einen zwingenden verbindlichen Schutzstatus. Das Konzept lehnt sich an das Biodiversitäts-Hotspot-Netz an, das für terrestrische Lebensräume schon länger existiert. Auf dem Weltnaturschutzkongress der IUCN 2016 wurde der aktuelle Ocean Warming Report vorgestellt. Ein Resultat draus ist die Erweiterung der Liste um 14 weitere „Hope Spots“.

### Konferenzen

#### Our Ocean

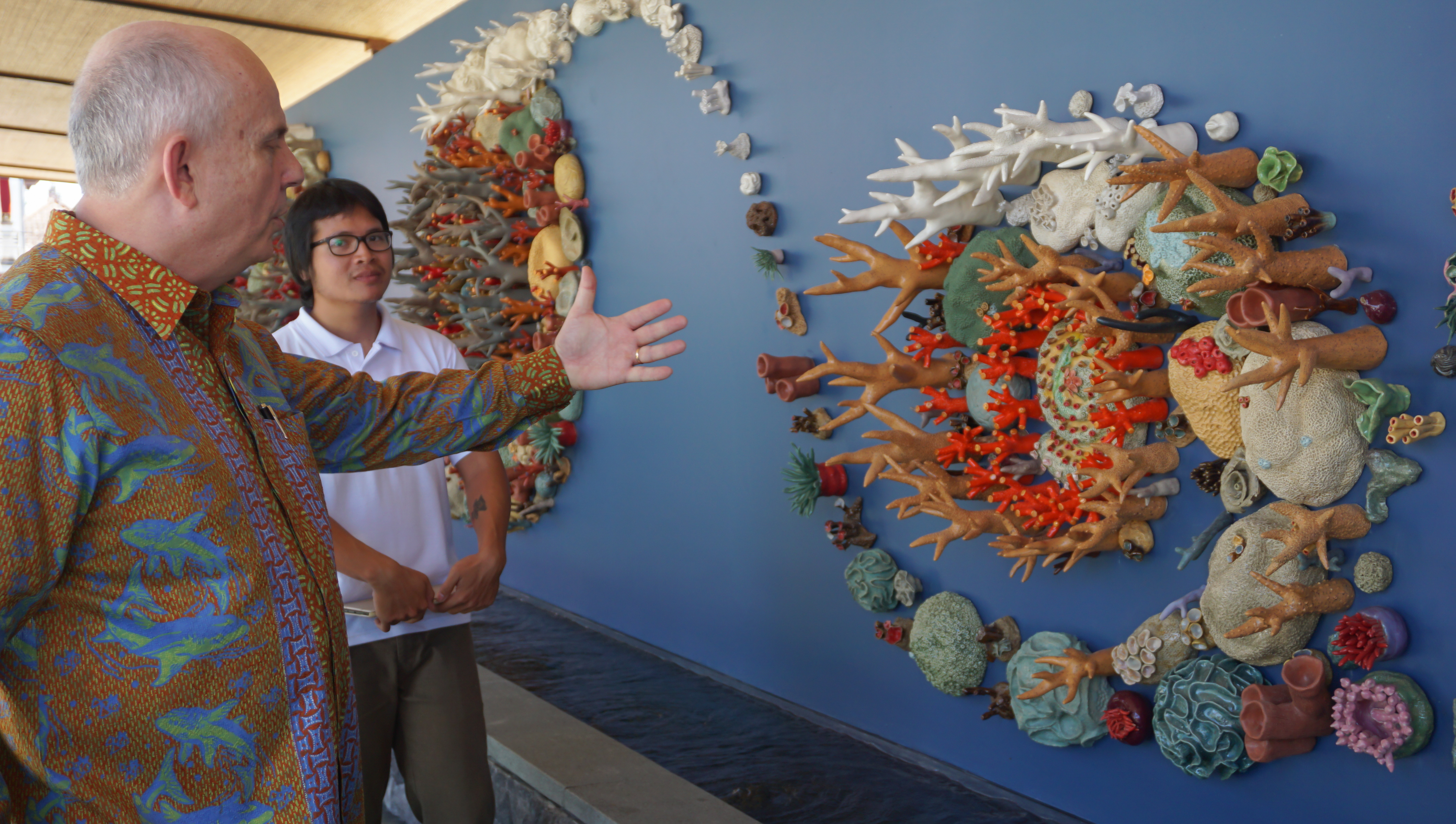
Der US-Botschafter in Indonesien (Joseph R. Donovan Jr.) an der Our Ocean 2018 in Bali

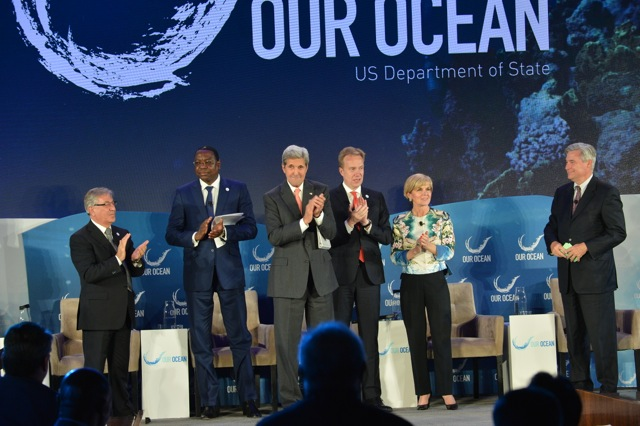
John Kerry auf der Bühne der Our Ocean 2016 in Washington, D.C. mit den damaligen Außenministern Australiens (Julie Bishop), Norwegens (Børge Brende) und Senegals (Mankeur Ndiaye) sowie Karmenu Vella von der EU-Kommission

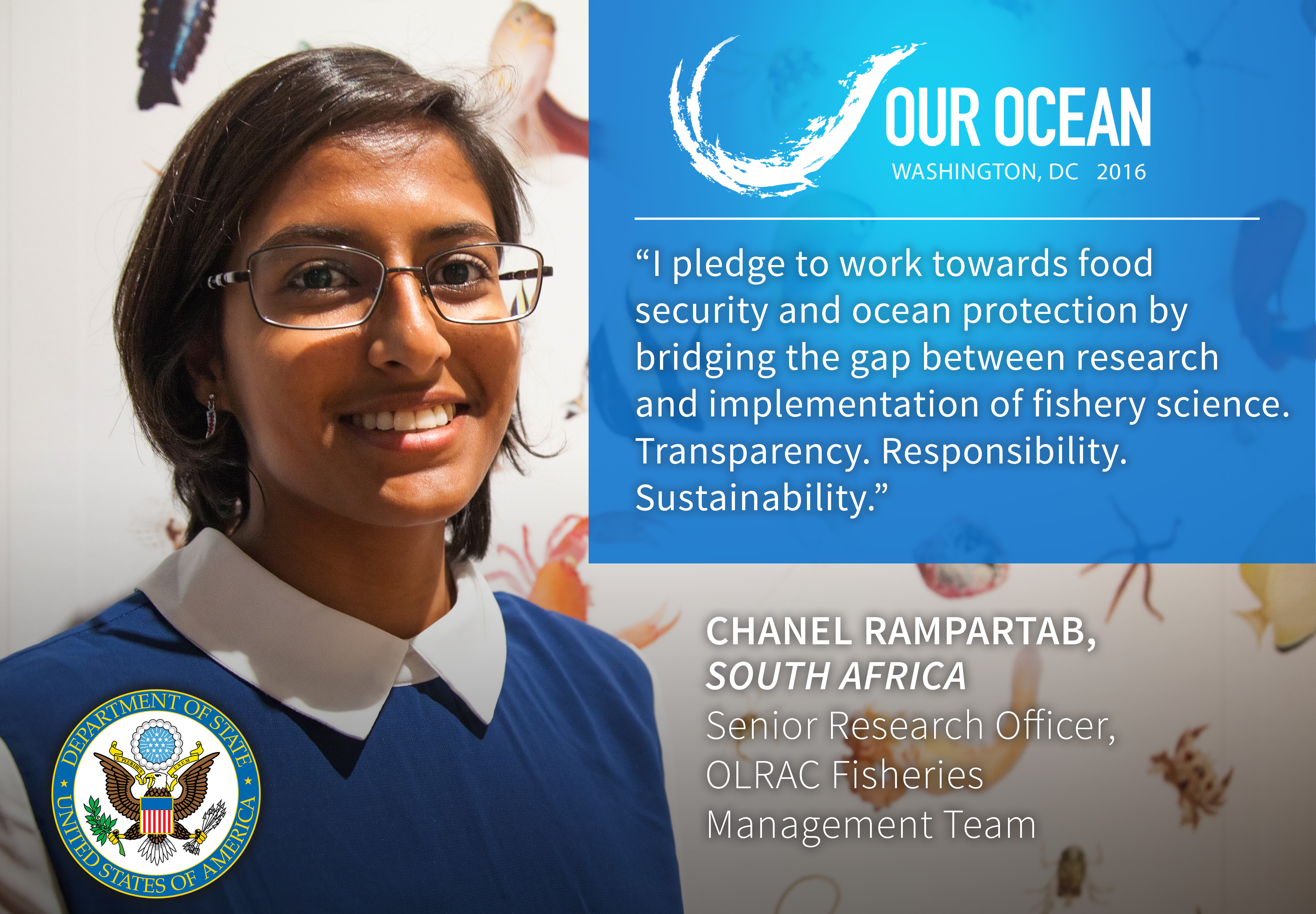
Our Ocean 2016 Youth Ambassador Chanel Rampartab aus Südafrika (Teil des International Visitor Leadership Program der Konferenz, IVLP)

2014 veranstaltete das US-Außenministerium die erste internationale Meeresschutzkonferenz „Our Ocean“ („Unser Ozean“); Courtney Farthing von der Nichtregierungsorganisation Global Fishing Watch bezeichnete sie als „Schlüssel zur Aufrechterhaltung des politischen Willens zum Schutz der Meere“.
Auf der Our Ocean Anfang Oktober 2015 im chilenischen Valparaíso sprach unter Anderen der britische Unternehmer Richard Branson (Virgin Group).
Die Our Ocean 2018 fand Ende Oktober des Jahres in der Hauptstadt Indonesiens statt, Jakarta.
Auf der Our Ocean Anfang März 2023 in Panama-Stadt mit führenden Politikern sowie Vertretern von Organisationen, Zivilgesellschaft und Privatsektor aus über 70 Ländern machten die Teilnehmenden machten Zusagen zum Meeresschutz über zusammen nahezu 20 Mrd. US-Dollar (ca. 18,8 Mrd. Euro), bzw. „fast 19 Mrd. US-Dollar (17,8 Mrd. Euro)“, davon
- die USA etwa ein Drittel, über sechs Mrd. US-Dollar (ca. 5,65 Mrd. Euro): Laut dem früheren US-Außenminister und Klimabeauftragten des Weißen Hauses John Kerry soll diese Summe solle auf 77 Hochsee-Projekte verteilt werden, u. a. zur technischen Hilfe bei der Einrichtung „grüner Transportkorridore“, mit denen Schifffahrts-Emissionen reduziert werden sollen.[41]
- Die Europäische Union sagte hier 816,5 Mio. Euro zum Schutz der Meere im Jahr 2023 zu – sie will die Ozeane „schützen, wiederbeleben und pflegen“. Der Betrag verteilt sich auf „39 Verpflichtungen“, darunter z. B. 320 Mio. Euro für die „Meeresforschung zum Schutz der biologischen Vielfalt der Meere und zur Bewältigung der Auswirkungen des Klimawandels auf die Ozeane“.

Der Gastgeber Panama sagte die Verdopplung der Fläche seiner Meeresschutzgebiete auf knapp 94.000 Quadratkilometer in der Karibik zu.
Neben der Ausweitung von Meeresschutzgebieten wurden auf der Our Ocean 2023 die Verringerung von Stressfaktoren für die Ozeane und die Sicherstellung einer nachhaltigen „Blauen Wirtschaft“ erörtert, hinsichtlich der Ozeane das Pendant zu einer „Grünen Wirtschaft“.

### Küsten-Nationalparks in Deutschland
Mit der Einrichtung des Nationalparks Schleswig-Holsteinisches Wattenmeer wurde am 1. Oktober 1985 ein Gebiet innerhalb der 12-Meilen-Zone ausgewiesen, das tideabhängig trockenfällt. Daneben werden Küstenzonen (unter anderem Salzwiesen) geschützt. Da Naturschutz Ländersache ist, folgte die Ausweisung eines Wattenmeer-Nationalparks in Niedersachsen (Nationalpark Niedersächsisches Wattenmeer) 1986 und in der Elbmündung (Nationalpark Hamburgisches Wattenmeer) 1990. Die Zuständigkeiten und die verfolgte Politik in den Parks sind länderbedingt unterschiedlich.
An der Ostseeküste wurde der Nationalpark Vorpommersche Boddenlandschaft und der relativ kleine Nationalpark Jasmund auf Rügen ausgewiesen.

### Meeresschutzgebiete (Marine Protected Areas, MPA)

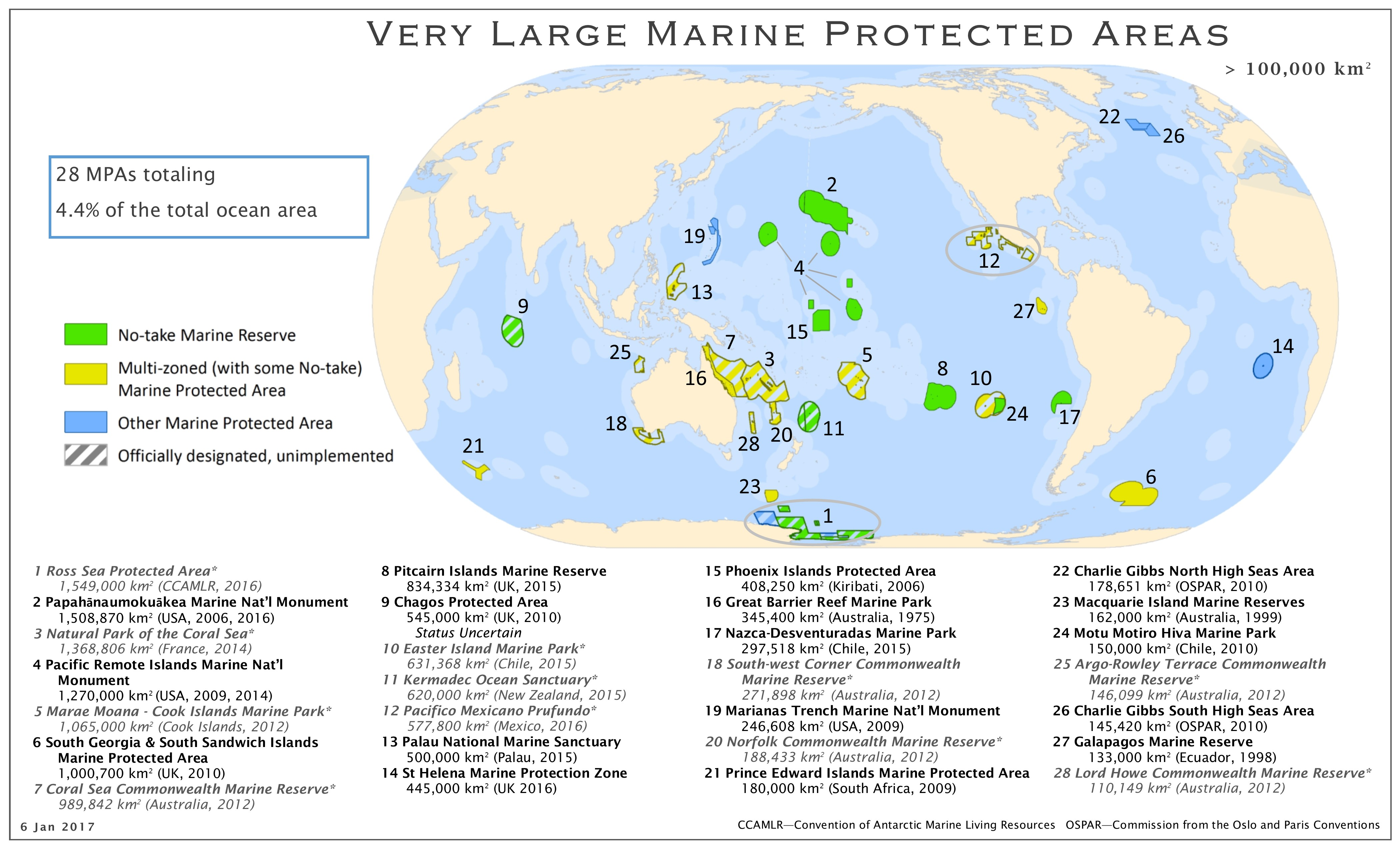
Größere MPAs

Meeresschutzgebiete dienen als Erholungs- und Rückzugsraum für verschiedene maritime Tier- und Pflanzenarten. Bedeutend sind hierbei besonders Riffe und Korallenbänke. Die IUCN definiert ein Meeresschutzgebiet wie folgt:
„[Ein] Gebiet innerhalb oder unterhalb des Gezeitenbereichs, einschließlich seiner darüberliegenden Wassersäule und der dazugehörigen Flora, Fauna sowie historischen und kulturellen Werte, das gesetzlich oder durch andere wirksame Mittel in seiner Gesamtheit oder in Teilen geschützt wird.“
Die positiven Effekte von Meeresschutzgebieten wurden durch Untersuchungen australischer Meeresbiologen 2008 bestätigt: In Schutzzonen mit Fischereiverbot um das Great Barrier Reef wuchsen innerhalb von nur zwei Jahren die Populationen verschiedener Fischarten um 31 bis 75 Prozent an.
Die ersten deutschen Meeresschutzgebiete auf hoher See wurden aufgrund des Europäischen Programmes NATURA 2000 ausgewiesen. Mit Inkrafttreten der europäischen Fauna-Flora-Habitat-Richtlinie zur Erhaltung der natürlichen Lebensräume verpflichteten sich die Mitgliedsstaaten der Europäischen Union 1992, ein zusammenhängendes Netz von Schutzgebieten an Land und zur See zu schaffen.
Diese Meeresgebiete stehen aus unterschiedlichen Gründen unter Schutz: teilweise sind sie „Kinderstube“ von Meeressäugern (speziell Schweinswalen), Rastgebiet für Seevögel oder besitzen einen wertvollen Lebensraum am Meeresboden (Benthos). 2005 wies Deutschland als erstes europäisches Land zwei Meeresschutzgebiete seiner Ausschließlichen Wirtschaftszone (AWZ) aus. Inzwischen stehen vier Gebiete in der Nordsee und sechs Gebiete in der Ostsee unter Schutz.
Im November 2008 stellte die EU-Kommission Vorschläge zur Sicherung der Rohstoffversorgung der europäischen Industrie vor. Darin wird auch in Erwägung gezogen, nachhaltig Rohstoffe in NATURA-2000-Gebieten abzubauen. Dies könnte langfristig bedeuten, dass in den Gebieten wieder Sand und Kies abgebaut werden darf oder Öl und Gas gefördert werden kann. In dem deutschen NATURA 2000-Gebiet Fehmarnbelt soll nach dem Willen Dänemarks, Deutschlands und Schleswig-Holsteins eine 19 km lange Brücke errichtet werden.

#### Hohe See
Die „Hohe See“ umfasst alle Meeresgebiete außerhalb der ausschließlichen Wirtschaftszonen (AWZ, „200-(See)Meilen-Zone“, ca. 370 Kilometer jenseits der Küsten-Basislinie; bzgl. des Meeresbodens kann die AWZ auch auf bis zu 350 Seemeilen ausgedehnt werden). Die Hochsee macht rund zwei Drittel der Meeresfläche sowie knapp die Hälfte der Erdoberfläche aus und galt bis Anfang März 2023 als weitgehend „rechtsfreier Raum“: Dort wurde in New York auf einer UN-Konferenz zunächst der Text für den völkerrechts-verbindlichen UN-Vertrag zum Meeresschutz beschlossen.

### Effektivität, Strategien, Ziele und Erforschung der Maßnahmen
Ein wissenschaftliches Review von Daten und Studien zu früheren Interventionen schlussfolgert 2020, dass die Ökosysteme der Meere bis 2050 wiedergenesen werden können. Man habe innerhalb eines engen Zeitfensters die Wahl zwischen dem Erbe eines irreversibel gestörten und eines pulsierenden, widerstandsfähigen Ozeans. UN-Nachhaltigkeitsziel #14 („conserve and sustainably use the oceans, seas and marine resources for sustainable development“) sei erreichbar, wenn dessen Hauptstressoren, wie der Klimawandel, ausreichend abgemildert werden. Im Jahr 2021 entwickelten Forscher ein „Planungsframework“ und schlussfolgerten, dass global koordinierter Meeresschutz „fast doppelt so effizient sein würde wie unkoordinierte, nationale Planung“.

## Akteure
Eine Reihe staatlicher und nichtstaatlicher Organisationen setzt sich für den Schutz der Meere ein. Allerdings sind die Prämissen bei den einzelnen Akteuren unterschiedlich.

### Regierungsorganisationen
Nennenswerte Maßnahmen für den Schutz der Meere wurden von kleinen Staaten mit Meereszugang schon Ende der sechziger Jahre gefordert. Verbindliche Regelungen wurden erstmals auf der Seerechtskonferenz in Caracas verabschiedet, die sich über acht Jahre hin zog und mit der Verabschiedung einer neuen Seerechtskonvention am 10. Dezember 1982 endete.

#### Deutschland
In Deutschland liegen die Kompetenzen für den Meeresschutz im Wesentlichen bei drei Ministerien und ihren Fachbehörden:
- Für Meeresnaturschutz zuständig ist das Bundesministerium für Umwelt, Naturschutz, nukleare Sicherheit und Verbraucherschutz (BMU) und seine Fachbehörden, das Bundesamt für Naturschutz (BfN) und das Umweltbundesamt (UBA). Das BfN ist für Naturschutz in den Gebieten der deutschen ausschließlichen Wirtschaftszone zuständig. Innerhalb der 12-Meilen-Zone sind die Bundesländer und ihre Behörden für den Meeresschutz zuständig. Das UBA überwacht den chemisch-physikalischen und biologischen Zustand der Küstengewässer und Meere, bewertet die Auswirkungen der Nutzung der Meere sowie des Klimawandels.

- Das Bundesministerium für Verkehr, Bau und Stadtentwicklung (BMVI) ist für die Schifffahrt zuständig. Ihm zugeordnet ist das Bundesamt für Seeschifffahrt und Hydrographie (BSH). Das BSH ist vor allem mit der Kartographierung und geobiologischen Datenerhebung in der deutschen ausschließlichen Wirtschaftszone betraut. Das Amt betreibt das Meeresumweltreportsystem MURSYS, das biologische Parameter, chemische und physikalische Verhältnisse sowie hydrologische Randbedingungen der Deutschen Nord- und Ostsee bereitstellt und dokumentiert.

- Das Bundesministerium für Ernährung, Landwirtschaft und Verbraucherschutz (BMELV) ist für Angelegenheiten der Fischerei zuständig. Ihm zugeordnet ist die Bundesforschungsanstalt für Fischerei (BFAFi), die sich mit Problemen der Fischerei beschäftigt.

Am 1. Januar 2003 wurde in Cuxhaven das Deutsche Havariekommando als eine gemeinsame Behörde des Bundes und der fünf Küstenländer eröffnet. Seine Aufgabe ist es, bei Unfällen im Bereich der Nord- und Ostsee ein koordiniertes und gemeinsames Unfallmanagement zu gewährleisten.
Der im Juli 2019 gegründete Deutsche Allianz für Meeresforschung e. V. (DAM) ist eine Allianz des Bundes mit fünf norddeutschen Ländern mit dem Ziel der Förderung und Koordinierung der deutschen Meereskunde.

##### „Meeresbeauftragter“
Im September 2022 installierte das Kabinett Scholz den bisherigen Unterabteilungsleiter Meeresschutz im Umweltministerium Sebastian Unger zum neuen „Meeresbeauftragten der Bundesregierung“, angesiedelt im Geschäftsbereich im Umweltministerium. Er vertrat als „zentrale Position in der deutschen Meerespolitik“ die Bundesregierung z. B. in nationalen und internationalen Verhandlungen zum Meeresschutz. Das Amt wurde im Mai 2025 wieder abgeschafft.

#### Europa
Politisch fällt der Meeresschutz als Teil des Naturschutzes in die Zuständigkeit des EU-Umweltkommissars sowie der Generaldirektion Umwelt der EU-Kommission. Im Europäischen Parlament befassen sich mehrere Ausschüsse mit Fragen, die im Zusammenhang mit den Europäischen Meeren stehen.
Für den Meeresschutz relevante Entscheidungen treffen vor allem der Ausschuss für Umweltfragen, öffentliche Gesundheit und Lebensmittelsicherheit aber auch der Ausschuss für Verkehr und Tourismus und der Ausschuss für Fischerei.
2007 stellte die EU-Kommission ein sogenanntes Blaubuch Meerespolitik (englisch „Bluepaper“) vor, mit dem die Leitlinien für die künftige Meerespolitik festgelegt werden sollen. Erstmals versucht die Kommission damit, von der Fischerei bis zur Schifffahrt alle wirtschaftlichen Nutzungen der europäischen Meere in einem Programm zusammenzufassen. Erklärte Ziele sind die Stärkung maritimer Industrien und eine nachhaltige Meerespolitik. Umweltschutzverbände kritisieren, dass die Zuständigkeiten für Fischerei, Häfen und Transport sowie Energiegewinnung und Rohstoffförderung weiterhin zersplittert blieben. Eine einheitliche „marine Raumplanung“ gebe es nicht, kritisiert der WWF.

#### Weltweit
Die International Maritime Organization (IMO), eine UN-Organisation, befasst sich vor allem mit internationalen Abkommen zum Meeresschutz. Ein ständiger Ausschuss der IMO (Marine Environment Protection Committee, MEPC) ist mit der Umsetzung und Novellierungen des MARPOL-Abkommens befasst. Im Rahmen des United Nations Environmental Program (UNEP) arbeitet das Regional Seas Program mit 140 Küstenstaaten für den nachhaltigen regionalen Meeresschutz. Die IUCN verzeichnet auf der von ihr herausgegebenen Roten Liste auch marine Tiere und Pflanzen. Die international gültigen Kategorien und Richtlinien für Meeresschutzgebiete werden von der IUCN festgelegt.

### Nichtregierungsorganisationen

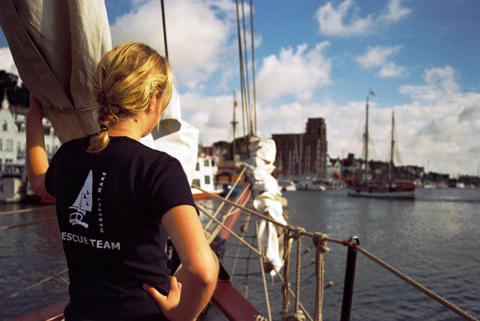
Ablegemanöver der Albin Köbis, Aktionsschiff der Meeresschutzaktion Habitat Mare 2007 in Kappeln:
Die NAJU und die schwedische Fältbiologerna setzten sich bei der gemeinsamen Aktion für einen nachhaltigeren Ostseeschutz ein

Eine Reihe von Stiftungen, Vereinen und Verbänden arbeiten weltweit zu verschiedenen Aspekten des Meeresschutzes. Beispielsweise stoßen Initiativen der Entwicklungszusammenarbeit ebenfalls Projekte zum lokalen Meeresschutz an. Die im Folgenden aufgeführten Organisationen stehen stellvertretend für eine Reihe weiterer Nichtregierungsorganisationen (NGOs, aus englisch „non-governmental organizations“), die hier nicht in ihrer Gesamtheit aufgeführt werden können.

#### Deutschland
Die Organisationen und Vereine sind von unterschiedlicher Größe und arbeiten teils stärker lokal im praktischen Naturschutz an der Küste, teils international in der Entwicklungszusammenarbeit oder politisch und Kampagnen-orientiert.
- Aktionskonferenz Nordsee e. V.
- Bund für Umwelt und Naturschutz e. V. (Meeresschutzbüro in Bremen)
- Deepwave e. V.
- Gesellschaft zur Rettung der Delphine e. V.
- Naturschutzbund Deutschland e. V.[64] (Meeresschutzreferat beim Bundesverband in Berlin)
- M.E.E.R. e. V.[65]
- Project Blue Sea e. V.
- Schutzstation Wattenmeer e. V.
- Sharkproject e. V.
- Verein Jordsand e. V.

#### Schweiz
- OceanCare
- Sea Shepherd Switzerland

#### Europa
- Federation Seas at Risk; Seas at Risk ist ein Zusammenschluss europäischer NGOs, deren gemeinsames Ziel es ist, die marine Umwelt der europäischen Meere und des Nordatlantik zu schützen.

#### Weltweit
- Internationale Naturschutzunion IUCN
- BirdLife International
- Captain Paul Watson Foundation
- Greenpeace[66]
- WWF
- Sea Shepherd
- Reefcheck International
- International Ocean Institute
- Whale and Dolphin Conservation Society WDCS
- Surfrider Foundation

#### Wissenschaftliche Akteure
In Deutschland forschen und lehren verschiedene universitäre Einrichtungen und Forschungsinstitute zu Themen der Meereskunde, die für den Meeresschutz im engeren Sinne von Belang sind. Meeresschutz-relevante Forschungsgebiete sind meist in speziellen Arbeitsgruppen angesiedelt.
Weitere Institute, die nicht direkt zum Meeresschutz forschen, finden sich in der Rubrik Liste ozeanografischer Forschungsinstitute.
Mit dem CeDAMAR-Projekt (Teil des Census-Projektes) soll durch ein internationales Wissenschaftsprogramm sämtliches marine Leben erfasst und dokumentiert werden. Auf Grundlage dieser Daten können dann gezielte Schutzprogramme entworfen werden.
Der 1902 von acht europäischen Ländern gegründete International Council for the Exploration of the Sea (ICES, deutsch: Internationaler Rat für Meeresforschung) vereinigt inzwischen weltweit Forschungseinrichtungen der Meereskunde und äußert sich zu den gravierendsten Umweltproblemen der Meere. Ständig wird die Entwicklung von 110 ausgewählten Fischarten global erforscht.

## Bekannte Personen

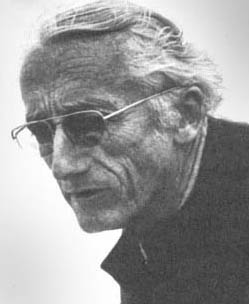
Jacques-Yves Cousteau, 1976

- Elisabeth Mann Borgese, deutsche Meeresrechtlerin und Ökologin sowie Schriftstellerin. Sie war 1970 das einzige weibliche Gründungsmitglied des Club of Rome und maßgeblich an dem Seerechtsübereinkommen von 1982 beteiligt.
- Jacques-Yves Cousteau, französischer Meeresforscher.
- Jean-Michel Cousteau, französischer Meeres-Dokumentarfilmer.
- Nikolaus Gelpke, Schweizer Meeresbiologe und Herausgeber der Zeitschrift mare
- Hans Hass, österreichischer Tauchpionier und Meeresforscher, der vor allem durch seine Dokumentarfilme über Haie und seinen Einsatz für den Umweltschutz bekannt wurde.
- Katherine Richardson, Meeresbiologin, Autorin von Fachbüchern, lehrt an der Universität Aarhus und der Universität Kopenhagen.
- Paul Watson, militanter Walschützer und früherer Greenpeace-Aktivist, 1977 gründete er Sea Shepherd.